# XXII Conferencia Anual de la FCCA
La XXII Conferencia de la Asociación de Cruceros de Florida y el Caribe es una conferencia de la Asociación de Cruceros de Florida y el Caribe que se celebrará en el 2015.

## Candidatas
Algunas ciudades han propuesto su candidatura para ser sede, y la decisión se tomará en la XXI Conferencia Anual de la FCCA .

### Cozumel,México
Ante el interés de ministros, directivos y empresarios turísticos-navieros, el gobernador de Quintana Roo y presidente de la Comisión de Turismo de la Conferencia Nacional de Gobernadores (Conago), Roberto Borge Angulo, propuso a Cozumel para ser sede, en 2014 o 2015, de la Cumbre de la Florida-Caribbean Cruise Association (FCCA), en la que participan representantes de puertos de América Latina y el Caribe.